# Sergueï Sinitsyne
Sergueï Sinitsyne (en russe : Сергей Синицын), né le 4 juin 1983, est un grimpeur russe. 

## Palmarès

### Championnats du monde
- 2007 à Avilés,  Espagne
  -  Médaille de bronze en vitesse
- 2005 à Munich,  Allemagne
  -  Médaille de bronze en vitesse

### Championnats d'Europe
- 2006 à Iekaterinbourg,  Russie
  -  Médaille d'argent en vitesse
- 2002 à Chamonix,  France
  -  Médaille d'argent en vitesse

### Rock Master d'Arco
- 2006 - 1e place